# Albert Fibla
Albert Fibla (Badalona, Barcelonès, 18 de juny de 1968) és un cantautor català.

## Biografia
Llicenciat en Ciències de la Informació, ha simultanejat la seva carrera musical amb la feina de periodista. Va guanyar el concurs Èxit organitzat per TV3 i Catalunya Ràdio el 1999 i el 2000 i el Premi Cerverí a la millor lletra de cançó en llengua catalana a les temporades de 2003 a 2004 i de 2005 a 2006 amb les cançons Volia voler i Un nom de dona, respectivament. Va concursar també al Sona9 i Rock & Clàssic el 2003, dels quals va ser finalista.
Va publicar Senzill, el seu primer disc, l'any 2004, i des d'aleshores ha estat autor de cinc discos entre 2004 i 2013, tots publicats sota el segell discogràfic Picap. Les seves cançons s'allunyen de la música pop i s'acosten més al jazz. Ha col·laborat amb diversos músics com Túrnez & Sesé, Gerard Quintana, Pedro Javier Hermosilla, Joan Tena o Josep Traver, que l'acompanya amb la guitarra habitualment en els seus treballs i en directe. El 2005 també va gravar la cançó Ne me quitte pas de Jacques Brel, catalanitzada com No em deixis, no, en el disc col·lectiu de La Marató de TV3 en la seva edició de 2005. El 2008 va rebre el premi Enderrock a millor cançó d'autor per votació popular.
Ha participat a diversos esdeveniments i actes, especialment diverses vegades al festival internacional de cançó d'autor Barnasants, on el 2014, amb motiu del disc Mocambo i els altres contes (2013), va cantar en homenatge cançons del músic italià Paolo Conte.
El desembre del 2020 va escriure la lletra i va cantar l'himne Estimem el Barça, de la campanya de Joan Laporta, presidenciable al Futbol Club Barcelona, creant una gingle publicitari per als mitjans a la seva campanya electoral. El novembre del 2021, després de vuit anys sense publicar, va llançar l'EP Present, en què s'inclouen tres cançons: Present al vent, Giravolta i Dona futura.
El desembre del 2021 va ser contractat pel Barça per treballar al departament de comunicació, com a part de l'equip de publicacions i contingut.

## Discografia
Aquests són els discos editats:
- Senzill (Picap, 2004)
- El vals de la ingenuïtat (Picap, 2006)
- El món es mou (Picap, 2008)
- En directe al Barnasants (Picap, 2010)
- Mocambo i altres contes. Albert Fibla canta Paolo Conte (Picap, 2013)
- Present EP (Picap, 2021)